# Pièze
Das Pièze (Einheitenzeichen: pz; von altgr. πιέζειν piezein ‚drücken‘, ‚pressen‘) war eine 1919 eingeführte Druckeinheit innerhalb des französischen MTS-Systems:
{\displaystyle 1\ \mathrm {pz=1\ {\frac {sn}{m^{2}}}=1\,000\ {\frac {N}{m^{2}}}=1\,000\ Pa=0{,}01\ bar} }
mit
- {\displaystyle \mathrm {sn} } für das Sthen
- {\displaystyle \mathrm {N} } für das Newton
- {\displaystyle \mathrm {Pa} } für das Pascal
- {\displaystyle \mathrm {bar} } für das bar.